# Vlag van Steenderen

Vlag van de gemeente Steenderen
(1954-2005)

De vlag van Steenderen is het gemeentelijk dundoek van de voormalige Gelderse gemeente Steenderen. De vlag werd op 6 augustus 1954  per raadsbesluit aangenomen.
De beschrijving luidt:
"Geblokt van geel en blauw van vier blokken met op het midden een leeuw in natuurlijke kleur, houdende in de voorpoten een wit schild, beladen met blauwe keistenen."
Het ontwerp was van Faber BV Amsterdam. Hoewel in de beschrijving sprake is van een leeuw in natuurlijke kleuren is er op de afbeelding een gekroonde gele leeuw zichtbaar. De kleuren geel en blauw zijn waarschijnlijk bedoeld als Gelderse kleuren.

Op 1 januari 2005 werd Steenderen samengevoegd met de buurgemeenten Hummelo en Keppel, Vorden, Zelhem en Hengelo tot de gemeente Bronckhorst. De vlag kwam daarmee als gemeentevlag te vervallen.

## Verwante afbeelding

Wapen van Steenderen

Ammerzoden 
· Angerlo 
· Batenburg 
· Beesd 
· Bemmel 
· Bergh 
· Bergharen 
· Beusichem 
· Borculo 
· Brakel 
· Didam 
· Dinxperlo 
· Dodewaard 
· Dreumel 
· Echteld 
· Eibergen 
· Elst 
· Ewijk 
· Geldermalsen 
· Gendringen 
· Gendt 
· Gorssel 
· Groenlo 
· Groesbeek 
· Hedel 
· Heerewaarden 
· Hemmen 
· Hengelo 
· Herwen en Aerdt 
· Heteren 
· Heukelum 
· Hoevelaken 
· Horssen 
· Huissen 
· Hummelo en Keppel 
· Hurwenen 
· Kerkwijk 
· Kesteren 
· Laren 
· Lichtenvoorde 
· Lienden 
· Lingewaal 
· Maurik 
· Millingen aan de Rijn 
· Neede 
· Neerijnen 
· Overasselt 
· Rijnwaarden 
· Rossum 
· Ruurlo 
· Steenderen 
· Ubbergen 
· Valburg 
· Vorden 
· Wadenoijen 
· Wamel 
· Warnsveld 
· Wehl 
· Wisch 
· Zelhem 
· Zoelen